# Citroën C5
Citroën C5 je automobil francuski marke Citroën i proizvodi se već od 2001. godine.

## Prva generacija
Prva generacija se proizvodio od 2001. – 2008. godine. Manje preinake su bile 2004. godine.

### Motori
- 1.8 L, 85 kW (115 KS)
- 1.8 L, 92 kW (125 KS)
- 2.0 L, 100 kW (136 KS)
- 2.0 L, 103 kW (140 KS)
- 3.0 L, 152 kW (207 KS)
- 1.6 L turbo dizel, 80 kW (109 KS)
- 2.0 L turbo dizel, 66 kW (90 KS)
- 2.0 L turbo dizel, 79 kW (107 KS)
- 2.0 L turbo dizel, 80 kW (109 KS)
- 2.0 L turbo dizel, 100 kW (136 KS)
- 2.2 L turbo dizel, 98 kW (133 KS)
- 2.2 L turbo dizel, 125 kW (170 KS)

## Druga generacija
Druga generacija se proizvodio od 2008. godine.

### Motori
- 1.6 L, 88 kW (120 KS)
- 1.6 L turbo, 115 kW (156 KS)
- 1.8 L, 92 kW (125 KS)
- 2.0 L, 103 kW (140 KS)
- 3.0 L, 155 kW (211 KS)
- 1.6 L turbo dizel, 80 kW (109 KS)
- 1.6 L turbo dizel, 82 kW (112 KS)
- 2.0 L turbo dizel, 100 kW (136 KS)
- 2.0 L turbo dizel, 103 kW (140 KS)
- 2.0 L turbo dizel, 120 kW (163 KS)
- 2.2 L turbo dizel, 125 kW (170 KS)
- 2.2 L turbo dizel, 150 kW (204 KS)
- 2.7 L turbo dizel, 150 kW (204 KS)
- 3.0 L turbo dizel, 177 kW (241 KS)